# Tüskésbandikut-formák
A tüskésbandikut-formák (Echymiperinae) a bandikutalakúak (Peramelemorphia) rendjébe tartozó bandikutfélék (Peramelidae) családjának egy alcsaládja.

## Rendszerezés
Az alcsaládba 3 nem és 9 faj tartozik.
- Echymipera – Lesson, 1842 – 5 faj
  - Clara-tüskésbandikut (Echymipera clara)
  - kiriwana-szigeti tüskésbandikut (Echymipera davidi)
  - Echymipera echinista
  - közönséges tüskésbandikut (Echymipera kalubu)
  - Echymipera rufescens
- Microperoryctes – Stein, 1932 – 3 faj
  - csíkos tüskésbandikut (Microperoryctes longicauda)
  - kis tüskésbandikut (Microperoryctes murina)
  - Microperoryctes papuensis
- Rhynchomeles – Thomas, 1920 – 1 faj
  - serami tüskésbandikut (Rhynchomeles prattorum)